# Keaton Henson
Keaton Henson (Londres, 24 de marzo de 1988) es un cantautor de folk rock, artista visual y poeta inglés.
Henson sufre de ansiedad y, como resultado de esto, rara vez ofrece conciertos. Su muestra de arte titulada "Hithermost" fue presentada en la galería Pertwee, Anderson & Gold de Londres en enero de 2013 y se vendió rápidamente. También publicó una novela gráfica sin diálogos titulada "Gloaming", bajo la editorial Pocko, la cual es "esencialmente una guía de campo a un mundo espiritual más allá de nuestra realidad" y un libro de poesía llamado "Idiot Verse".

## Historia

### Primeros años e inicios de su carrera (1988–2012)
Keaton Henson nació en Londres, Inglaterra en 1988. Es hijo del actor Nicky Henson y la bailarina de ballet Marguerite Porter.
Era originalmente un ilustrador, diseñó las ilustraciones de varios álbumes, entre ellos Hey Everyone! de Dananananaykroyd y Take to the Skies de Enter Shikari. Inicialmente grabó canciones en su apartamento en Londres para su propio consumo hasta que le regaló una grabación de una de sus canciones a su mejor amigo quien lo animó a poner su música en línea. En noviembre de 2010 una edición limitada hecha a mano por él mismo de Dear..., su álbum debut, fue lanzado por Motive Sounds Recordings. En 2011 lanzó un sencillo titulado "Metaphors", editado por Porchlight Records. También grabó "Don't Be Afraid" como parte de la banda sonora de Tormented.
El reconocimiento a Henson vino cuando Zane Lowe sacó al aire por primera vez "You Don't Know How Lucky You Are" en BBC Radio 1 el miércoles 7 de septiembre de 2011, diciendo: "Esta pieza musical es una de las piezas musicales más especiales que he oído en mucho mucho tiempo". La canción tuvo una fantástica recepción por parte de los oyentes.
Henson fundó Oak Ten Records y en 2012 relanzó oficialmente Dear... su álbum debut. El álbum fue bien recibido por la crítica, la BBC dijo: "Keaton Henson no es un presumido, pero con un talento así, tiene todo el derecho de serlo", y en Metacritic el álbum posee una puntuación de 70. El álbum tuvo tres sencillos – "Charon", "Small Hands" y "You Don't Know How Lucky You Are" – todos ellos fueron acompañados por sus respectivos vídeos musicales. El vídeo de "Charon" fue nominado para un premio UK MVA en la categoría de Mejor Presupuesto Indie/Rock. En 2012 "Small Hands" ganó el premio al Mejor Vídeo Musical en el Festival de Cortos de Soho, organizado por Rushes Postproduction.
En julio de 2012 lanzó The Lucky EP.
En noviembre de 2012 diseñó una camiseta para Yellow Bird Project destinada a reunir dinero para el Teenage Cancer Trust.

### Birthdaysy proyectos futuros (2013–presente)
Henson escribió y grabó su segundo álbum en menos de un año. Viajó a California para grabar el álbum con el productor norteamericano Joe Chiccarelli. Birthdays fue publicado en febrero de 2013. Una edición limitada del álbum fue liberada presentando tres canciones inéditas y una pieza de arte pintada a mano, sacada de una gran pintura que Henson hizo y cortó en 196 partes. Birthdays posee tres sencillos hasta la fecha: "Lying to You", "Sweetheart, What Have You Done to Us" y "You". El álbum también fue liberado como un libro de edición limitada, presentando ilustraciones hechas por diferentes artistas acompañando cada una de las canciones.
En 2012 y 2013 actuó esporádicamente en pequeños locales, galerías o museos. A finales de 2013 actuó en tres iglesias en Inglaterra.
En agosto de 2013 NPR Music publicó en su sitio web y en su canal de YouTube un concierto en vivo titulado "Tiny Desk Concert" que incluye las canciones "You Don't Know How Lucky You Are", "Sweetheart What Have You Done to Us" y "You".
El 16 de junio de 2014 actuó en el Queen Elizabeth Hall de Londres como parte del Meltdown Festival. Ese mismo día, antes de su esperada actuación, lanzó un nuevo álbum sin previo aviso. El álbum, titulado Romantic Works, estuvo inicialmente disponible para ser escuchado de forma exclusiva en el sitio web de The Guardian y más tarde en Spotify.
A principios de 2015 compuso música para Young Men, un proyecto de baile de BalletBoyz que fue presentado en el Teatro Sadler Wells en Londres.
En junio de 2015 los tres álbumes de Henson fueron reeditados en formato vinilo incluyendo pistas inéditas.
En octubre de 2015 publicó como proyecto paralelo Behaving, un nuevo álbum que a diferencia de sus trabajos previos posee tintes más electrónicos. El álbum primero estuvo disponible para ser escuchado en Soundcloud y iTunes. El mismo mes también fue la publicación de su primera colección de poesía, Idiot Verse.
Su música ha sido utilizada en el drama zombi In the Flesh (2013-2014), en la serie Elementary y en la película X+Y (2014).

## Discografía
| Año       | Título                                                                                          |
| 2010/2012 | Dear... - Publicación: 2010; 2 de abril de 2012 - Formato: CD, LP y descarga digital            |
| 2013      | Birthdays - Publicación: 25 de febrero de 2013 - Formato: CD, LP y descarga digital             |
| 2014      | Romantic Works - Publicación: 16 de junio de 2014 - Formato: CD, LP limitado y descarga digital |
| 2015      | Behaving - Lanzamiento: 7 de octubre de 2015 - Formato: Descarga digital                        |
| 2015      | 5 Years - Lanzamiento: 12 de noviembre de 2015 - Formato: CD Limitado                           |
| 2016      | Kindly Now - Lanzamiento: 16 de septiembre de 2016 - Formato: CD, LP y descarga digital         |
| 2019      | Six Lethargies - Publicación: 25 de octubre de 2019 - Formato: CD, LP                           |
| 2020      | Monument - Publicación: 23 de octubre de 2020 - Formato: CD, LP y descarga digital              |
| 2021      | Fragments - Publicación: 27 de octubre de 2021 - Formato: Descarga digital                      |
| 2022      | Keaton's Party Playlist - Publicación: 16 de diciembre de 2022 - Formato: Descarga digital      |
| 2023      | House Party - Publicación: 9 de junio de 2023 - Formato: CD, LP y descarga digital              |
| 2024      | Somnambulant Cycles - Publicación: 31 de mayo de 2024 - Formato: CD, LP y descarga digital      |